# شهرستان کاب (جورجیا)
شهرستان کاب، جورجیا (به انگلیسی: Cobb County, Georgia) یک سکونتگاه مسکونی در ایالات متحده آمریکا است که در جورجیا واقع شده‌است.

## خصوصیات
شهرستان کاب ۸۹۳٫۵۵ کیلومترمربع مساحت دارد.